# Bernardino Campi

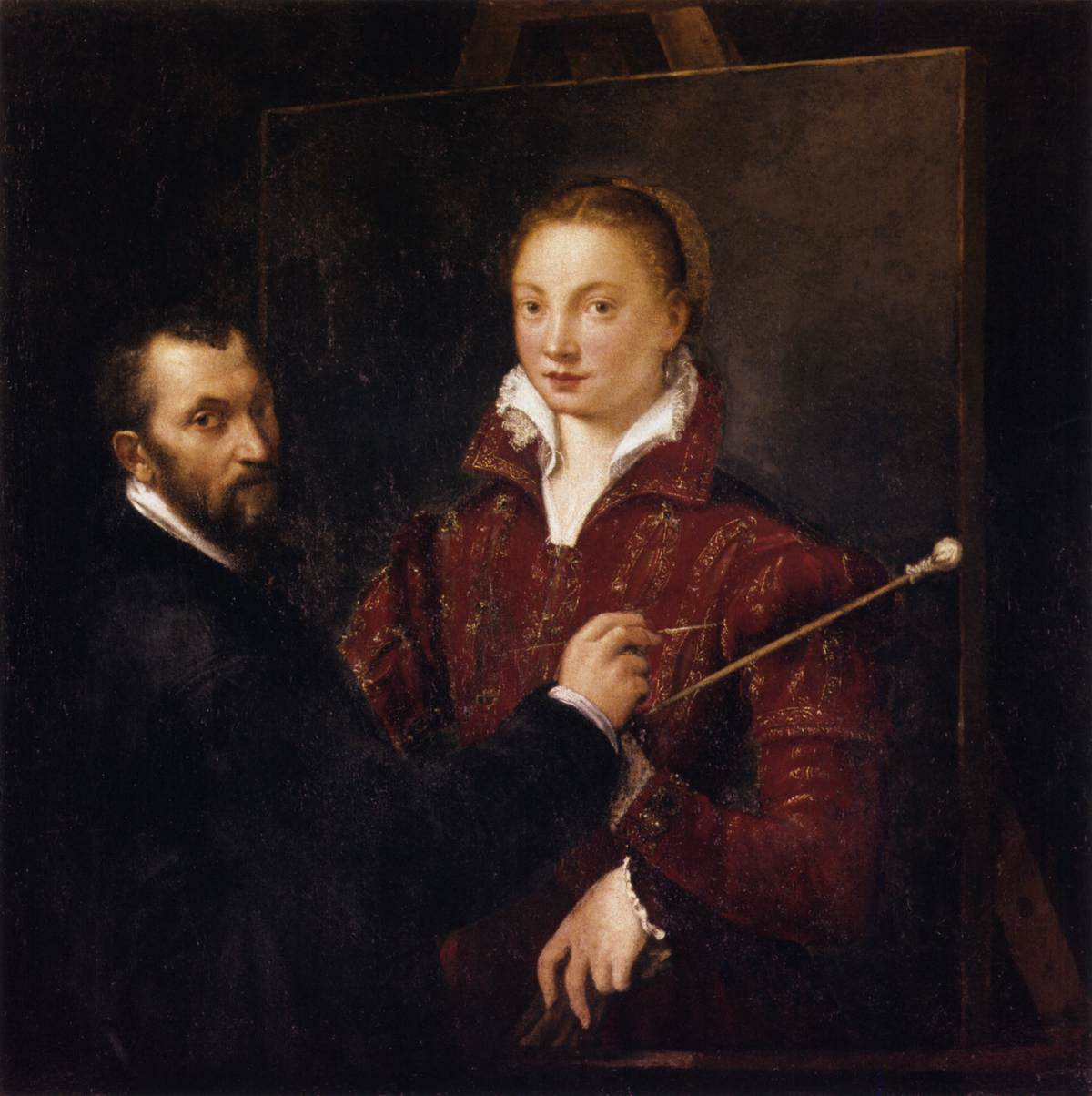
Sofonisba Anguissola: Bernardino Campi beim Malen von Sofonisba Anguissola, etwa 1559

Bernardino Campi (* um 1522 in Cremona; † 18. August 1591 in Reggio nell’Emilia) war ein italienischer Maler und Zeichner der Spätrenaissance; er beherrschte sowohl religiöse Themen als auch die Porträtkunst und war überwiegend in Mailand und Cremona tätig.

## Leben und Werk
Der Sohn des Goldschmieds Pietro Campi bekam seinen ersten Kunstunterricht durch seinen Vater und erlernte von ihm auch die Grundlagen der Goldschmiedekunst. Später wurde Campi Schüler des Malers Giulio Campi. Von seinem Lehrer unterstützt, ging er nach Mantua und wurde Schüler von Ippolito Costa (1506–1561). Dort lernte er Giulio Romano und dessen Werk kennen.
Im Jahr 1550 lud ihn Isabella von Capua, die Ehefrau von Ferrante Gonzaga, nach Mailand ein, um eine Reihe von Familienporträts zu malen. Nach Cremona zurückgekehrt, gründete er ein Atelier und hatte eine Reihe von Schülern, darunter Coriolano Malagavazzo (1543–1599) sowie Sofonisba Anguissola (1531–1625), ihre Schwester Elena (ca. 1532–nach 1584) und Giovanni Battista Trotti (1555–1612). In dieser Zeit veröffentlichte Campi sein Buch Parer sopra la pittura.
Im Alter von fast 70 Jahren starb Bernardino Campi 1591 in seiner Heimatstadt Reggio nell’Emilia.

## Kunsthistorische Einordnung
Campis Werk ist beeinflusst von dem Tizians, dessen Werke er beinahe originalgetreu kopierte; aber auch Correggio und Raffael gehören zu seinen Vorbildern.

## Werke (Auswahl)
- Bernardino Campi – Werkauswahl (Artnet)
- Bernardino Campi – Bilder (Meisterdrucke)

## Galerie

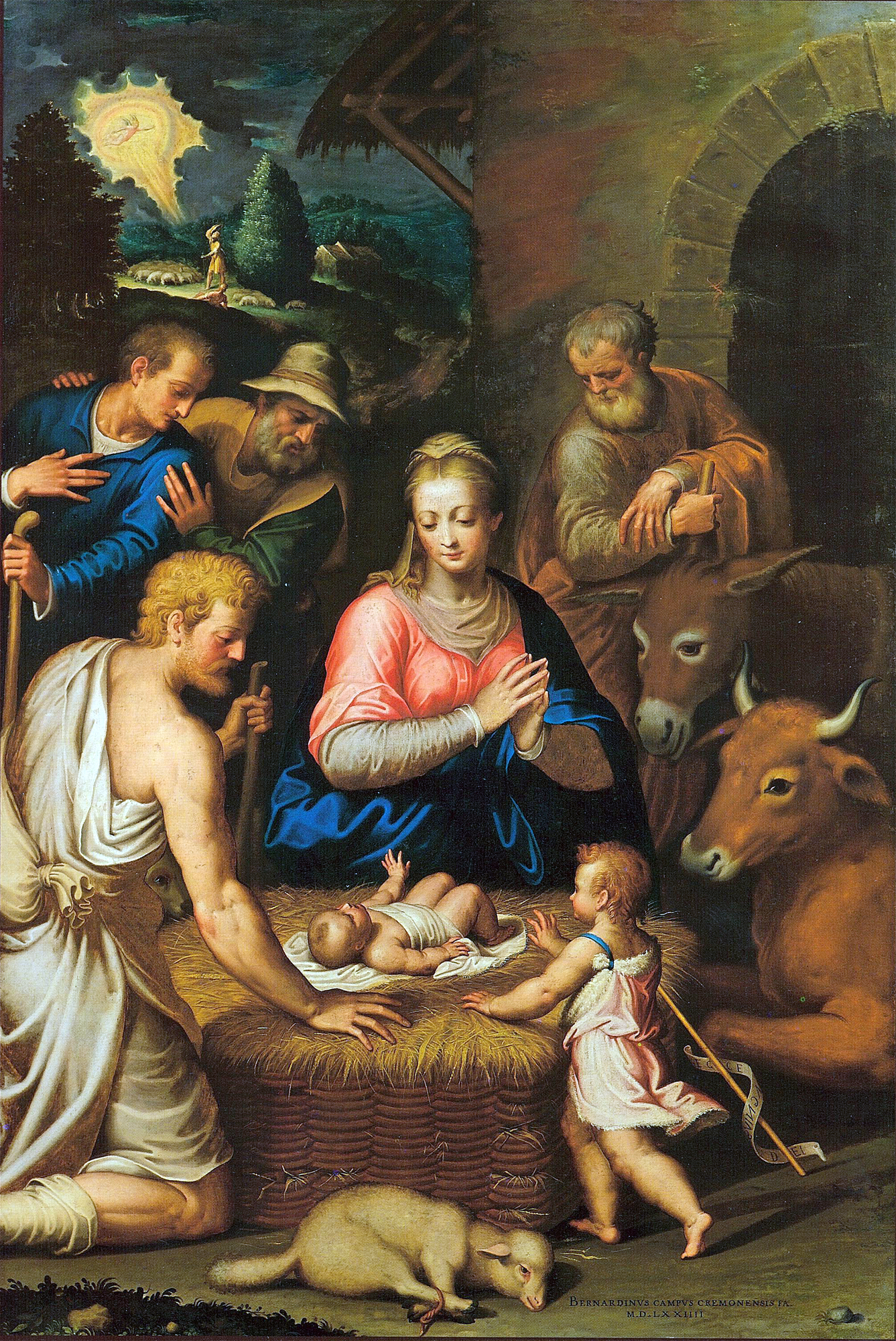
Anbetung der Hirten, 1574
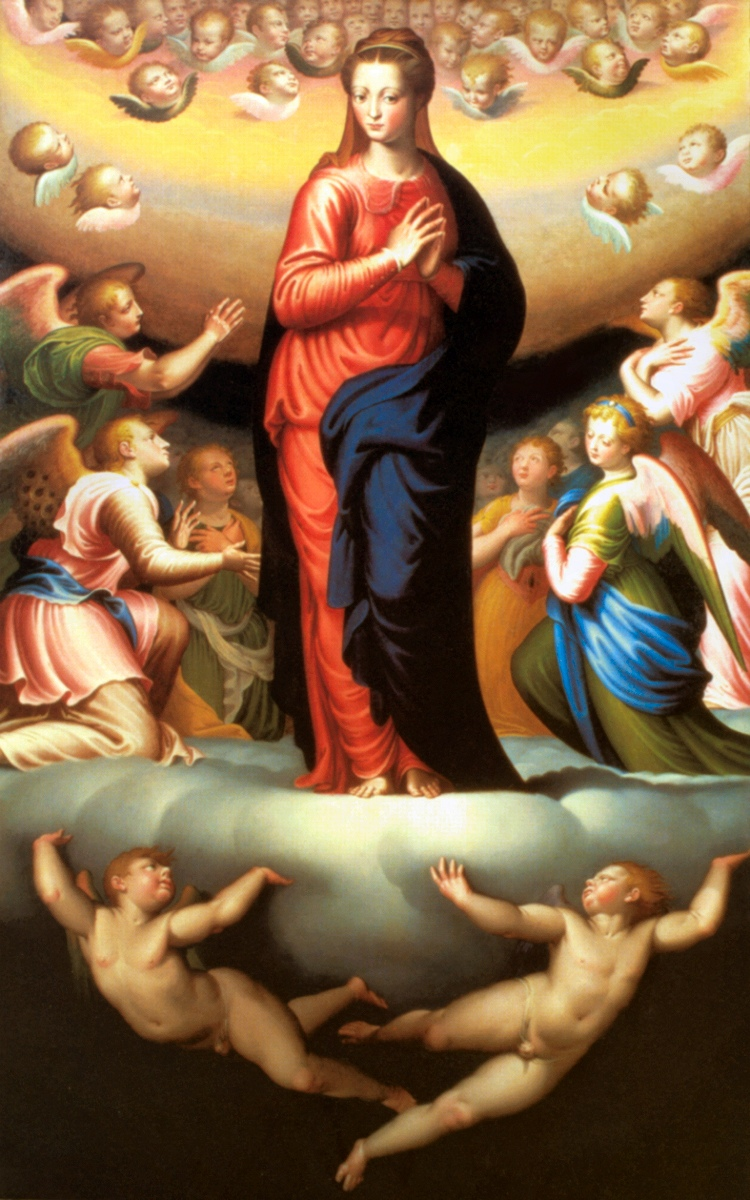
Madonna
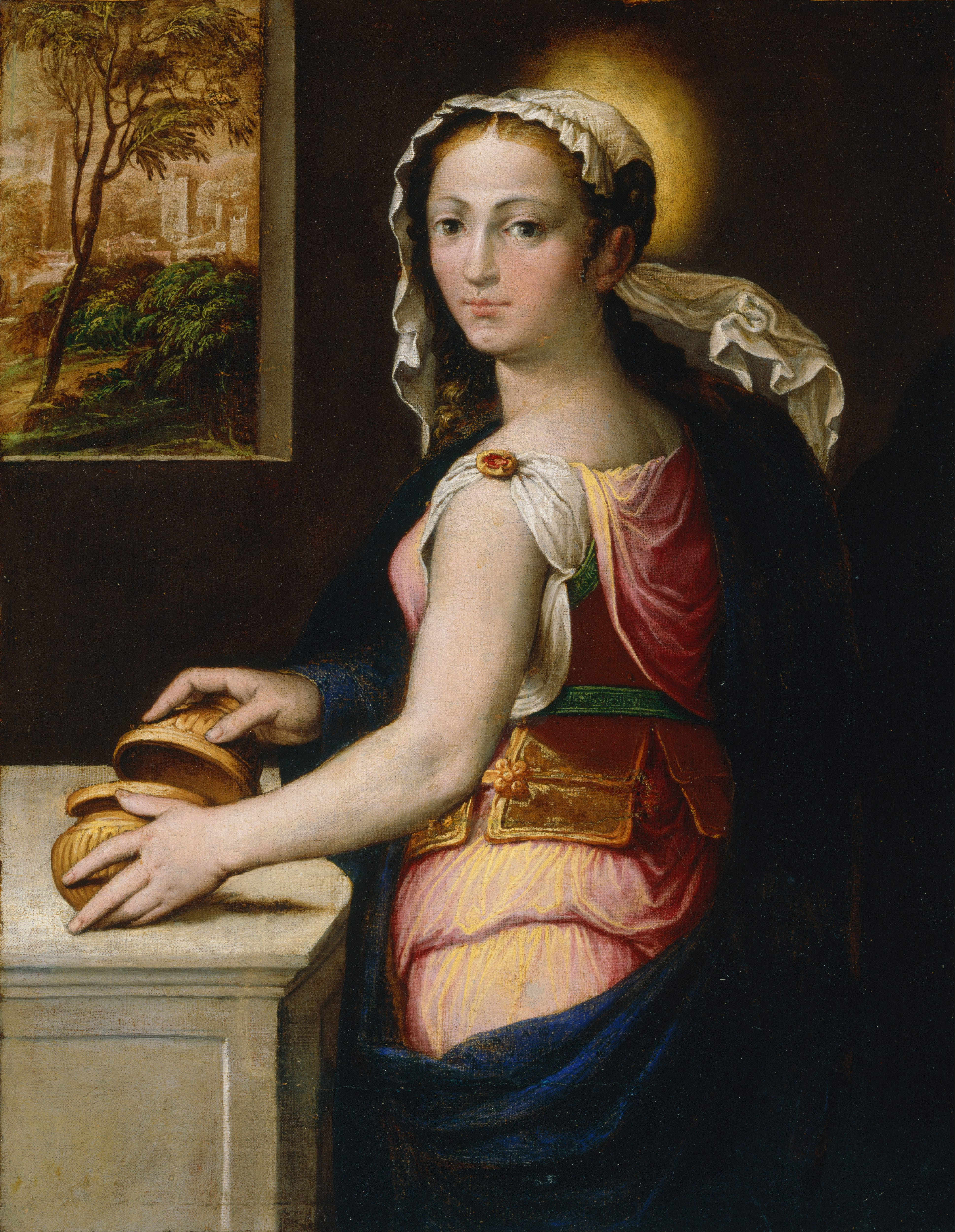
Maria Magdalena
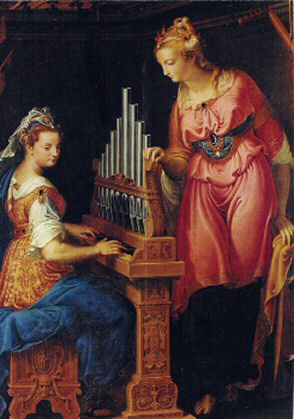
Sta Cäcilia und Sta Katharina
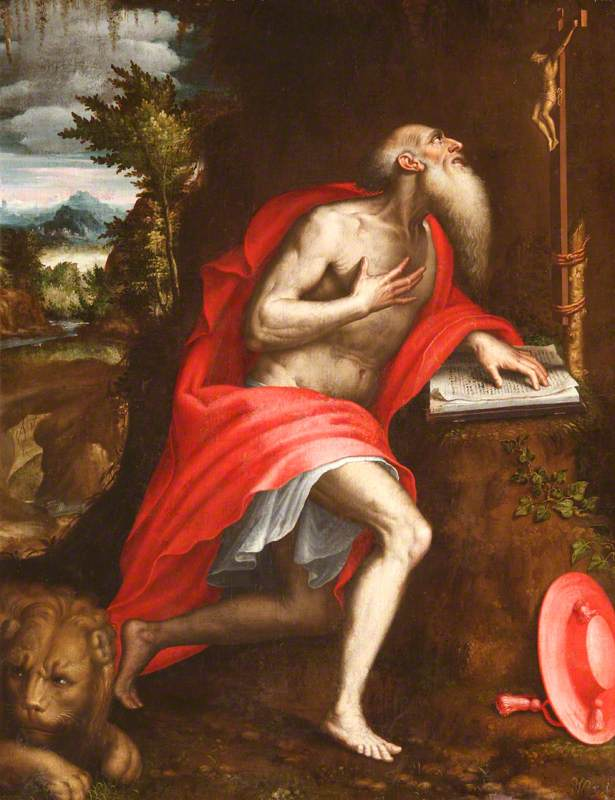
Hl. Hieronymus in der Wüste
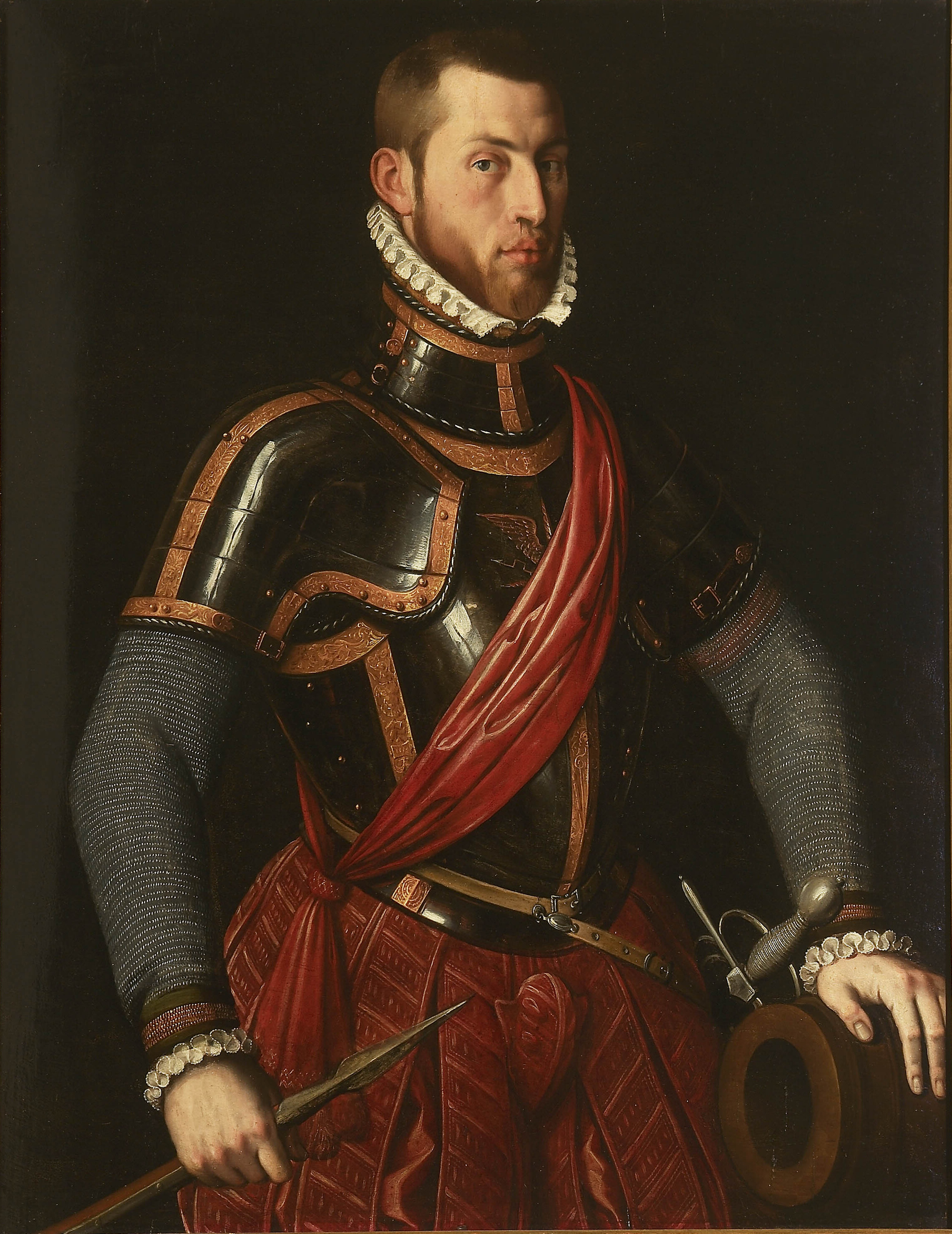
Porträt Vespasiano Gonzaga